# Pyrenochaeta penniseti
Pyrenochaeta penniseti är en svampart som beskrevs av J. Kranz 1969. Pyrenochaeta penniseti ingår i släktet Pyrenochaeta, ordningen Pleosporales, klassen Dothideomycetes, divisionen sporsäcksvampar och riket svampar.   Inga underarter finns listade i Catalogue of Life.